# Alytes maurus
Alytes maurus — вид жаб роду Жаба-повитуха (Alytes) родини Круглоязикові (Discoglossidae). Цей вид є ендеміком Марокко. Їхніми природними місцями проживання є помірні ліси, чагарникова рослинність середземноморського типу, річки, прісноводні болота, прісноводні джерела, гірські області та сади.
Тіло завдовжки 4 см, вага — 0,007 кг.

## Розмноження
Спарювання відбувається на суші, ікра відкладається у воді. У кладці 60 ікринок, у рік — 4 кладки.

## Еволюція
Згідно з дослідженнями іспанських генетиків рід Жаба-повитуха (Alytes) виник 18 млн років тому. Вид Alytes maurus відокремився від інших видів роду у пліоцені приблизно 5-8 млн років тому.

## Збереження
Ареал цього виду має фрагментарний характер, але у відповідних місцях проживання він є досить поширеним. Вид населяє територію понад 5000 км². В цілому виду нічого не загрожує. Ризиком може бути заселення хижої рибки Gambusia holbrooki, яку використовують для боротьби з малярійними комарами.